# الغيل (السياني)

تعديل مصدري - تعديل

الغيل محلة تابعة لقرية ذي عامر شملان، التابعة لعزلة الدامغ بمديرية السياني إحدى مديريات محافظة إب في الجمهورية اليمنية.، بلغ تعداد سكانها 60 حسب تعداد اليمن لعام 2004.